# Fang Weiyi
Fang Weiyi, född 1585, död 1668, var en kinesisk diktare, kalligrafiker, målare och literaturhistoriker.

## Konstnär
Fang Weiyis stil som diktare beskrivs som rak och ärlig, och hon skildrade samtidens politiska instabilitet och sociala oro. Under sin livstid publicerade hon fem antologier, men större delen av hennes produktion är förlorad och finns bevarad främst i senare kritik.
Fang Weiyi publicerade också tre antologier i litteraturhistoria med inriktning på kvinnliga författare. Hon åtnjöt stor respekt och framhölls länge som ett ideal för konfuciansk kvinnosyn. Hon utgav en moralskrift om den konfucianska kvinnorollen. Detta innebär dock en viss paradox, eftersom den konfucianska kvinnorollen i själva verket förespråkade att kvinnor inte skulle spela någon personlig roll, och både hon och hennes syster, som framhölls av dem själva och andra som konfucianska kvinnoideal, faktiskt bröt mot denna roll genom att vara berömda konstnärer och deltagare i offentlig debatt.
Fang Weiyi var också en skicklig kallifragiker, och var som målare känd för sina landskapsmålningar.

## Biografi
Fang Weiyi var dotter till hovfunktionären Fang Dahzen (d. 1629) och tillhörde en förmögen godsägarfamilj. Hennes syster, Fang Mengshi, och kvinnliga kusin Fang Weize, blev också kända som diktare. Fang Weiyi gifte sig 1602 med Yao Sunqi (d. 1602), med vilken hon fick en dotter, men både hennes make och dotter avled senare samma år. Som änka återvände hon till sitt barndomshem, där hon levde resten av sitt liv. I enlighet med konfucianismens ideal för en änka, sörjde hon sin make i resten av sitt liv och gifte aldrig om sig. I stället hjälpte hon sin svägerska att uppfostra sin brorson, filosofen och politikern Fang Yizhi (d. 1671).